# Annals of philosophy, or magazine of chemistry, mineralogy, mechanics, natural history, agriculture, and the arts
Annals of philosophy, or magazine of chemistry, mineralogy, mechanics, natural history, agriculture, and the arts (abreviado Ann. Philos. Mag. Chem.) fue una revista científica publicada en Londres desde 1813 hasta 1820 publicándose 16 números.